# Moussy, Nièvre
Moussy este o comună în departamentul Nièvre din centrul Franței. În 2009 avea o populație de 118 de locuitori.

## Evoluția populației
| An        | 1975 | 1982 | 1990 | 1999 | 2006 | 2009 |
| --------- | ---- | ---- | ---- | ---- | ---- | ---- |
| Populație | 153  | 144  | 99   | 106  | 108  | 118  |